# Peter Wenger
Peter Wenger (Küssnacht, Zürich kanton, 1944. április 10. – Luzern, 2016. július 23.) válogatott svájci labdarúgó, csatár.
1969 és 1970 között hét alkalommal szerepelt a svájci válogatottban.

## Sikerei, díjai
FC Basel
- Svájci bajnokság
  - bajnok (5): 1966–67, 1968–69, 1969–70, 1971–72, 1972–73
- Svájci kupa
  - győztes: 1967